# Maud Lewis
Maud Lewis   (South Ohio, 7 de març de 1903 - Digby, 30 de juliol de 1970) va ser una artista folk canadenca de Nova Escòcia. Ha estat reconeguda com una de les millors artistes folk de Canadà.

## Biografia
Lewis va néixer Maud Dowley el 7 de març de 1903 a Ohio Del sud, Nova Escòcia, filla de John i Agnes (Germain) Dowley.
Va patir el resultat d'una artritis reumatoide juvenil. El 1935 moria el seu pare, i dos anys més tard, el 1937, li va seguir la seva mare. Com era costum en aquells temps, el seu germà va heretar la casa familiar. Després de viure amb el seu germà durant un temps, es va traslladar a Digby per viure amb la seva tia. Dowley va ser introduïda en el món de l'art per la seva mare, qui la va instruir en l'art de l'aquarel·la per la confecció de targetes de Nadal per vendre. Va començar la seva carrera artística venent targetes de Nadal dibuixades a mà i pintades. Això va resultar popular entre els clients del seu marit, ja que venia peix porta a porta i la va animar a començar a pintar. Utilitzava colors vius en les seves pintures i els temes eren sovint de flors, bous, cavalls, ocells, cérvols o gats. Moltes de les seves pintures són d'escenes exteriors. La seva casa era una habitació amb unes golfes per dormir, i ara es localitza a la Galeria d'Art de Nova Escòcia a Halifax.

## Matrimoni
Dowley es va casar amb Everett Lewis, un pescador i venedor de peix de Marshalltown, el 16 de gener de 1938 als 34 anys. Segons Everett, Maud va aparèixer inesperadament al seu pas a la seva porta com a resposta a un anunci que havia publicat a les botigues locals a la recerca d'una dona de fer feines amb residència inclosa per un home de quaranta anys. Unes setmanes més tard es van casar. Es van traslladar a la casa d'Everett d'una sola habitació a Marshalltown, a pocs quilòmetres a l'oest de Digby. Aquesta casa funcionaria com a l'estudi de Maud, i on Everett faria totes les feines de la llar. Maud Lewis va acompanyar el seu marit en les seves rondes diàries per la venda de peix, portant les targetes de Nadal que havia dibuixat. Ella venia les targetes per vint-i-cinc cèntims cadascuna. Després de l'èxit que va tenir amb les targetes, va començar a pintar amb diverses altres superfícies, com ara taulers de polpa (beaverboards), fulls de galeta, i Masonite. Lewis va ser una artista prolífica i va pintar més o menys totes les superfícies disponible de las seva petita casa: parets, portes, paquets de pa, fins i tot l'estufa. Va cobrir completament el paper pintat comercial simple amb tiges, fulles i flors tendres. Va ser Everett qui va animar Lewis a pintar, i ell li va comprar el seu el primer conjunt d'olis. Lewis va viure la majoria de la seva vida en pobresa amb el seu marit a la seva casa d'una habitació a Marshalltown, Nova Escòcia.

## Pintures

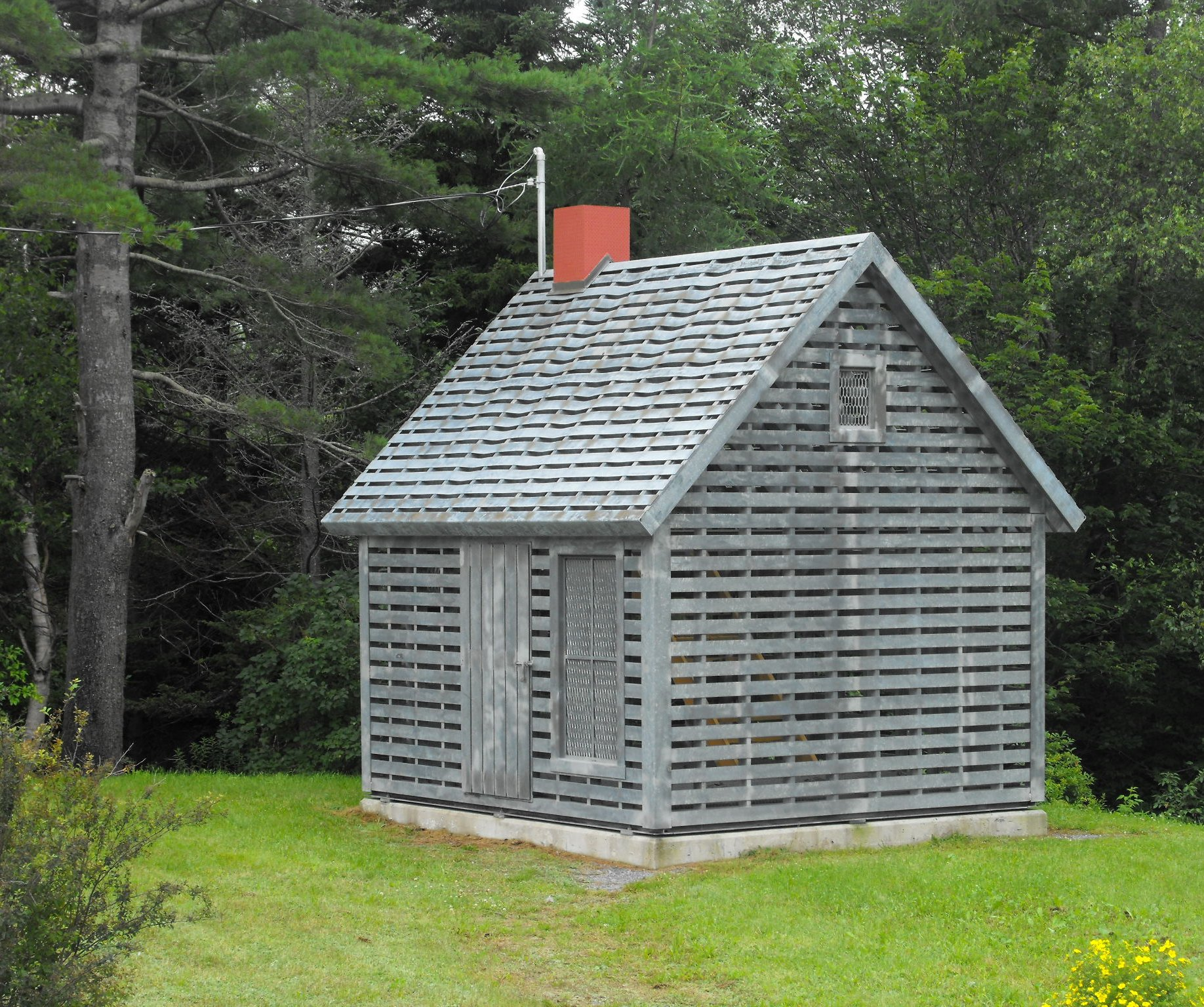
Memorial de Maude Lewis a Marshalltown

Maud Lewis va pintar escenes a l'aire lliure, com els vaixells de l'Illa del Cap, movent-se per l'aigua, els cavalls de trineu, patinadors, retrats de gossos, gats, cérvols, ocells i vaques. Les seves pintures es van inspirar en memòries d'infantesa inspirades en els paisatges i persones al voltant de Yarmouth i el sud d'Ohio, així com alguns espais de Digby com Point Prim i Bay view. Les targetes de Nadal i els calendaris van tenir també una influència. La majoria de les seves pintures són bastant petites, sovint no més grans de vuit per deu polzades, encara que se sap que va realitzar almenys cinc pintures de 24 per 36 polzades. La grandària estava limitada pel grau en què podia moure els seus braços. Utilitzava principalment cartells i tubs de Tinsol, una pintura a base d'oli. La tècnica de Lewis consistia en primer recobrir el tauler amb blanc, dibuixant un esquema i després aplicant la pintura directament del tub. Mai va barrejar colors.
Les primeres pintures de Maud Lewis de la dècada dels 1940s son bastant rares. La Galeria d'Art de Nova Escòcia (AGNS) mostra ocasionalment les persianes Chaplin/Wennerstrom (ara part de la col·lecció Clearwater Fine Foods Inc.). Aquesta col·lecció està formada per vint-i-dues persianes exteriors que Lewis va fer a principis dels anys quaranta. El treball es va fer per alguns nord-americans que tenien una casa de camp de Southern Nova Scotia. La majoria de les persianes són bastant grans, a 5 peus i 1 peus de 6 polzades. A Lewis se li va pagar 70 cèntims per persiana.
Entre 1945 i 1950, la gent va començar per parar a la casa de Lewis a Marshalltown prop de la Highway No. 1, l'autopista principal i ruta turística en Nova Escòcia occidental, per comprar les seves pintures per dos o tres dòlars. Només en els últims tres o quatre anys de la vida de Lewis, les seves pintures comencen a vendre entre set a deu dòlars. Va aconseguir l'atenció nacional com a resultat d'un article en el Star Weekly de Toronto, el 1964 i el 1965 va ser presentat al programa Telescope de la cadena CBC-TV. Dos de les pintures de Lewis van ser demanades per la Casa Blanca el 1970s durant la presidència de Richard Nixon.
Malauradament, la seva artritis li va privar de completar molts dels encàrrecs que van donar lloc a una exposició nacional. En els últims anys, les seves pintures s'han venut en una subhasta per preus creixents.Dues de les seves pintures es van vendre per més de $ 16,000. Els preus de subhasta més elevats fins al moment van ser de $ 22,200.00 per al lot 196 "A Family Outing". La pintura es va vendre a la subhasta de Bonham a Toronto el 30 de novembre de 2009. Una altra pintura, "A View of Sandy Cove", es va vendre el 2012 per $ 20,400. Una pintura que es va trobar el 2016, "Portrait of Eddie Barnes and Ed Murphy, Lobster Fishermen ", en una botiga de segona mà, va vendre en una subhasta gairebé tres vegades el seu preu estimat. La subhasta en línia va finalitzar el 19 de maig de 2017 i la pintura, que es va valorar a 16.000 $, va arribar fins als 45.000 $.
Una gran col·lecció de les obres de Lewis es poden admirar a la Galeria d'Art de Nova Escòcia.

## Darrera etapa i mort
En l'últim any de la seva vida, Maud Lewis va quedar en un racó de casa seva, pintant tan sovint com podia, mentre viatjava amunt i avall a l'hospital. Va morir a Digby, Nova Escòcia el 30 de juliol de 1970. El seu marit Everett va ser assassinat per un lladre en un intent de robatori a casa seva el 1979.

## La casa de Maud Lewis
Després de la mort dels Lewis, la casa pintada va començar a deteriorar-se. Com a resposta, un grup de ciutadans interessats de la zona de Digby van promoure la Maud Lewis Painted House Society; amb l'objectiu únic era per salvar aquest patrimoni. El 1984, la casa va ser venuda a la Província de Nova Escòcia i va esdevenir propietat de la Galeria d'Art de Nova Escòcia (AGNS). L'AGNS va restaurar la casa i la va traslladar com una part de la galeria com una part de l'exposició permanent dedicada a Maud Lewis.
Un escultura monumental d'acer basada en la seva casa, va ser erigida a l'espai original de l'immoble a Marshalltown, Nova Escòcia, que va estar dissenyada per l'arquitecte Brian MacKay-Lyons. Un replica de la Casa de Maud Lewis, construïda pel pescador jubilat Murray Ross, completa amb interiors, va ser construïda el 1999 està situada uns quants quilòmetres al nord de Marshalltown en el camí cap a Digby Neck a Seabrook.

## Lectura complementària i altres mitjans
Maud Lewis és el tema d'un llibre, The Illuminated Life of Maud Lewis i tres al National Film Board of Canada, Maud Lewis - A World Without Shadows (1976), The Illuminated Life of Maud Lewis (1998) i I Can Make Art ... Like Maud Lewis (2005), Un curtmetratge en què un grup d'estudiants de Grau 6 s'inspira en l'obra de Lewis per crear la seva pròpia pintura artística de folk.
El 2009, la Galeria d'Art de Nova Escòcia conjuntament amb Greg Thompson Produccions va presentar una nova obra de Maud Lewis a l'escenari de l'AGNS. A Happy Heart: The Maud Lewis Story, va ser escrita i produïda per Greg Thompson, el mateix escriptor i productor que va portar Marilyn: Forever Blonde a la Galeria d'Art de Nova Escòcia el gener de 2008. Thompson va escriure el guió per una sola protagonista a Nova Escòcia el 2008; en que s'examina la vida i obra de Maud Lewis. L'obra acabaria el 25 d'octubre de 2009.
El guionista Sherry White va escriure el guió per una pel·lícula sobre Lewis, titulada Maudie. Maudie va debutar a Canada en el Festival Internacional de Cinema de Toronto el 2016. La pel·lícula va ser dirigida per Aisling Walsh, amb estrelles com Sally Hawkins com a Maud, i Ethan Hawke com a Everett Lewis. La pel·lícula va ser filmada en escenaris de Terranova en comptes de Nova Escòcia perquè el govern de Stephen McNeil va eliminar el programa de crèdit cinematogràfic de la província. El director de la pel·lícula va trobat ubicacions alternatives a la zona de Keels i àrea de la Trinity Bay per apropar-se al paisatge de Nova Escòcia de la joventut de Maud Lewis. Estrenada a Espanya el juliol de 2017 com a Maudie: el color de la vida, amb distribució de Karma Films, entra a formar part del selecte grup de biopics sobre artistes femenines que la indústria cinematogràfica ha produït al llarg de la història.